# 式守伊之助 (27代)
27代 式守 伊之助（にじゅうななだい しきもり いのすけ、1928年7月18日 - 2005年11月2日）は、大相撲の立行司の一人。式守伊之助としての在位期間は1992年11月〜1993年7月。春日野部屋所属。

## 人物
大阪市港区出身。本名は福井栄三。
元三役格13代木村庄太郎の弟子で、初土俵は1939年春場所に木村英三の名で初土俵。その1年後に木村宗市（のちの26代式守伊之助）が入門。当時の春日野親方の指示で教育係に任命される。1947年6月に2代木村善之輔を襲名。1956年5月に十両格に昇格。1963年1月に幕内格に昇格と同時に14代木村庄太郎を襲名。行司抜擢制度により、幕内格時代に木村筆之助、7代式守勘太夫を抜き、1984年1月場所に10代式守与太夫の死去で欠員が出ていた三役格に昇格。
1990年11月場所限りで27代木村庄之助が停年。25代式守伊之助が28代庄之助を襲名。それに伴い、庄太郎が26代伊之助を襲名する予定であったが、同部屋で一つ序列下位であった6代木村庄二郎も事務能力・裁き・土俵上の姿勢態度は非常に優れており甲乙つけがたかった。庄二郎の方が弟弟子ながら停年が早かったため、一度は庄太郎に打診があるも、庄太郎本人の「庄二郎に譲る
。」との申し出で庄二郎が26代伊之助を襲名。1992年9月場所で26代伊之助が停年。その翌場所の11月場所に立行司に昇格、27代伊之助を襲名した。
立行司の在位期間は、死跡1場所のみであった14代伊之助を除けば当時の最短記録であった26代伊之助の11場所を下回るわずか5場所と短かったが、古武士のような風格を持ち、地味ながらも堅実で、的確な軍配捌きを見せた。1993年7月場所千秋楽に停年。最後の一番は1993年7月場所千秋楽の関脇若ノ花－大関小錦のはずだったが、13勝2敗で横綱曙、大関貴ノ花、若ノ花の優勝決定戦となり、優勝決定巴戦第1戦の曙－若ノ花が事実上最後の裁きとなった。
引退してしばらくの間は、同部屋のマネージャーを務めた。
2005年11月2日、脳内出血のため逝去。77歳没。

## その他
- 幕内格時代の1972年5月場所4日目、前頭4枚目大受－同9枚目朝登戦で、制限時間いっぱいの立合いにもかかわらず軍配を返さないで、半身で軍配を立てた姿勢から両者が立ち上がるという前代未聞の珍事となったエピソードがある。
- 1982年9月場所～1983年11月場所までは幕内格で三役の取組を裁いている。
- 三役格時代のある取組で、仕切りの際立ち上がったまま睨みあった両力士の間に割って入り、塩に分けさせた。この対応が協会関係者や好角家に高く評価された。
- 1992年11月場所が立行司としての初めての場所であったが、その場所の前夜祭では、前任の26代伊之助と握手するシーンが見られた。
- 三役格時代は本場所の横綱戦を裁いたことがあるが（1987年11月場所、1990年11月場所〜1991年1月場所）、立行司昇格後は横綱不在で、その後誕生した横綱が曙1人だったことから、立行司として本場所本割の土俵で横綱戦を裁いた経験はない。前述の優勝決定戦が立行司昇格後唯一裁いた横綱戦でもある。
- 三役格時代は赤を基調とした装束を着ていたが、立行司昇格後は紺や銀を基調とした装束を着て土俵にあがっていた。古武士のような風格と相まってかなり目立っていた。

## 履歴
- 1939年春  初土俵・木村英三
- 1947年6月  2代木村善之輔を襲名。
- 1956年5月 十両格に昇格。
- 1963年1月 幕内格に昇格。14代木村庄太郎を襲名。
- 1984年1月 三役格に昇格。
- 1992年11月 立行司に昇格。27代式守伊之助を襲名。
- 1993年7月  停年退職（7月場所千秋楽と同日）。